# Зама (деревня)
Зама́ (бур. Зам - дорога,путь) — деревня в Ольхонском районе Иркутской области. Входит в состав Онгурёнского муниципального образования.

## География
Находится в 120 км к северо-востоку от районного центра, села Еланцы, и в 22 км юго-западнее центра сельского поселения, села Онгурён, у подножия Приморского хребта на байкальском мысу Арал, у северо-восточной точки Малого Моря.

## Население
| 2002 | 2010 | 2011 | 2012 |
| ---- | ---- | ---- | ---- |
| 28   | ↗40  | →40  | ↘39  |

По данным Всероссийской переписи, в 2010 году в деревне проживало 40 человек (25 мужчин и 15 женщин).